# Межреченский региональный ландшафтный парк
Межреченский региональный ландшафтный парк (укр. Міжрічинський регіональний ландшафтний парк) — региональный ландшафтный парк, крупнейший региональный ландшафтный парк Украины, расположенный в междуречье Днепра и Десны на территории Черниговского района Черниговской области (Украина). Создан в 2002 году. Площадь — 102 472,95 га.

## Общая характеристика
Расположен в междуречье Днепра и Десны, благодаря чему и получил такое название. Восточная граница парка проходит по Десне, южная и западная — по границе Черниговской области. Территория представлена преимущественно лесным массивом на песчаной боровой террасе, частично — акваторией Киевского водохранилища, сельхозугодиями, болотами, песками.
Общая протяжённость границ составляет около 240 км.
Территория парка «Межреченский» является уникальной и по своим природным особенностям, и по хозяйственному использованию: река Десна — в питьевом водоснабжении, водохранилище — в гидроэнергетике, леса — в деревообрабатывающей промышленности. На территории РЛП находятся два военных полигона.

## Физико-географическое районирование
Согласно физико-географическому районированию, территория принадлежит к Днепровско-Деснянскому физико-географическому району области Черниговского Полесья зоны смешанных лесов.

## Геология
В орографическом отношении Черниговское Полесье представляет собой северо-западную часть Приднепровской низменности. Поверхность территории РЛП низменная, в некоторых местах выровненно-холмистая. Парк расположен в пределах Днепровско-Донецкой впадины, заполненной осадочными морскими, лагунными, континентальными отложениями палеозоя и кайнозоя. В геоморфологическом отношении регион представляет собой низинную моренно-зандровую равнину, расчленённую на несколько участков современными долинами рек Днепра и Десны. Поймы этих рек — сегментно-гривистые, параллельно-гривистые и плоские аллювиальные равнины. Рельеф преимущественно низменный, генетически аккумулятивный. В рельефе территории выделяются многочисленные старичные озёра и болота.

## Гидрология
Главными водными артериями являются реки Днепр и Десна с небольшими притоками. На севере территории РЛП находятся небольшие притоки Днепра. Западная часть парка примыкает к Киевскому водохранилищу. Характерной особенностью района является наличие заболоченных участков в поймах, многочисленных рукавов, проток, стариц, озёр, блюдцеобразных впадин.
«Блюдца» — это замкнутые низины овальной формы, которые заполняются весной талыми водами. Отдельные «блюдца» представляют собой небольшие озёра. Озёра в поймах находятся преимиущественно в старых руслах, старицах и рукавах. Небольшое Святое озеро находится к западу от села Коропье, а Чистый Круг и Бобков Круг — к северо-востоку от урочища Старо-Моровская Гута.

## Климат
Средняя температура января колеблется от −6,5°С до −7°С, июля — 19-19,5°С. Средняя годовая температура составляет 6-6,5°С. Абсолютный максимум температур для данной территории достигает 39°С, а абсолютный минимум −35°С. Длительность безморозного периода составляет 150—175 дней.
Среднее количество осадков колеблется от 500 до 610 мм рт. ст. Максимальное количество осадков для данного региона наблюдается в июле (70-85 мм в месяц), минимальное — в феврале (до 30 мм).
Переход средней суточной температуры воздуха через 5°С наблюдается весной 9 апреля и осенью 27 октября.
Коэффициент увлажнения, по В. П. Попову, составляет 1,8-2,0.

## Ландшафты
Территория регионального ландшафтного парка «Межреченский» расположена в природно-климатической зоне Украинского Полесья в пределах аллювиально-зандрового ландшафта междуречья Днепра и Десны. Этот ландшафт на описываемой территории представлен 7 типами местностей, разграничение которых связано с разносторонностью четвертичных отложений.
1. Моренно-зандровая слабо волнистая равнина правобережья Десны с близким залеганием морены; интенсивно используется в качестве сельхозугодий, специализирующихся на картофеле и зерновых.
2. Песчаная боровая терраса; доминируют равнинные урочища с дубово-сосновыми лесами.
3. Проходные долины бывших рек; ольшаники и смешанные леса на заболоченных участках с торфянистыми почвами являются кормовой базой диких животных, аккумуляторами влаги. Значительная часть площади этой местности осушена и используется как сельхозугодия.
4. Заплава Десны: экологическая мозаика урочищ с заплавными лесами, лугами, старичными озёрами, руслом реки и песчаными пляжами.
5. Заплава Днепра, занятая лугами, старичными озёрами и осоковыми пойменными болотами.
6. Заплава Днепра, периодически затопляемая Киевским водохранилищем (экотонная зона): большие и малые острова, чередование больших глубин и мелководий, открытых песчаными косами; значительные массивы воздушно-водной, плавающей и погруженной водной растительности, которые формируют большое разнообразие биотопов как для реофильной, так и для лимнофильной флоры и фауны. Эта местность является местом нереста рыб, здесь во время миграций останавливаются водно-болотные птицы для отдыха и кормёжки.
7. Киевское водохранилище (затопленная пойма Днепра).

## Растительность
Территория регионального ландшафтного парка «Межреченский» занимает наиболее южную часть Левобережного Полесья на границе с Правобережным Полесьем. Особенности геоморфологического строения, рельефа, почв, гидрологии обусловили формирование здесь своеобразного и разнообразного растительного покрова.
В растительном покрове территории парка преобладает лесная растительность, располагающаяся на террасах Днепра и Десны, а также в их междуречье. Значительные площади занимает луговая растительность, а на песчаных возвышениях прирусловых участков рек и на междуречье распространена псаммофитная растительность.

### Лесная растительность
Лесная растительность РЛП «Межреченский» характеризуется разнообразным ценотическим составом. В южной части парка преобладают разновозрастные сосновые леса, много молодых культур. Это однообразные по флористическому составу редкотравные сосновые насаждения. В центральной и северной частях парка лесная растительность значительно разнообразнее — здесь сохранились более старые и флористически богатые сосновые леса, на более богатых почвах располагаются дубово-сосновые смешанные леса, отдельными участками попадаются дубовые и дубово-грабовые леса.
Наиболее распространёнными в парке являются сосновые леса зеленомоховые. Это зрелые леса, в которых сосна достигает возраста 70-80 лет, сомкнутость 0,7. Ярус подлеска в них почти не обнаружен, иногда встречается одиноко растущая рябина обыкновенная. Покрытие зеленых мхов в этих лесах составляет 70-80 % с преобладанием плевроция Шребера. В разреженном травяном покрове преобладают типичные для этих лесов бореальные виды: здесь отмечены плаун булавовидный, представители семейства Грушанковых — ортилия однобокая, грушанка круглолистная, реже — зимолюбка зонтичная.

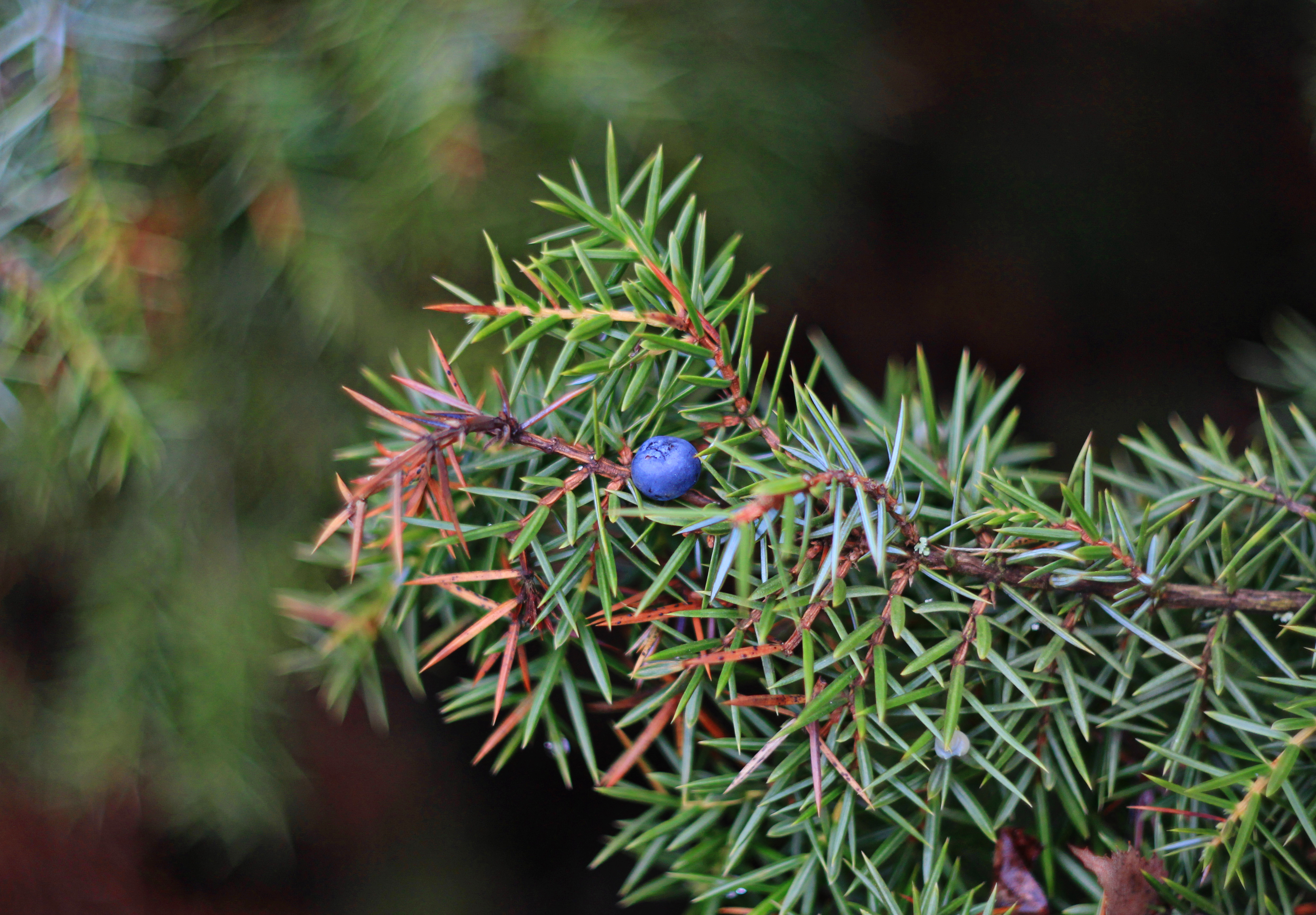
Яливец
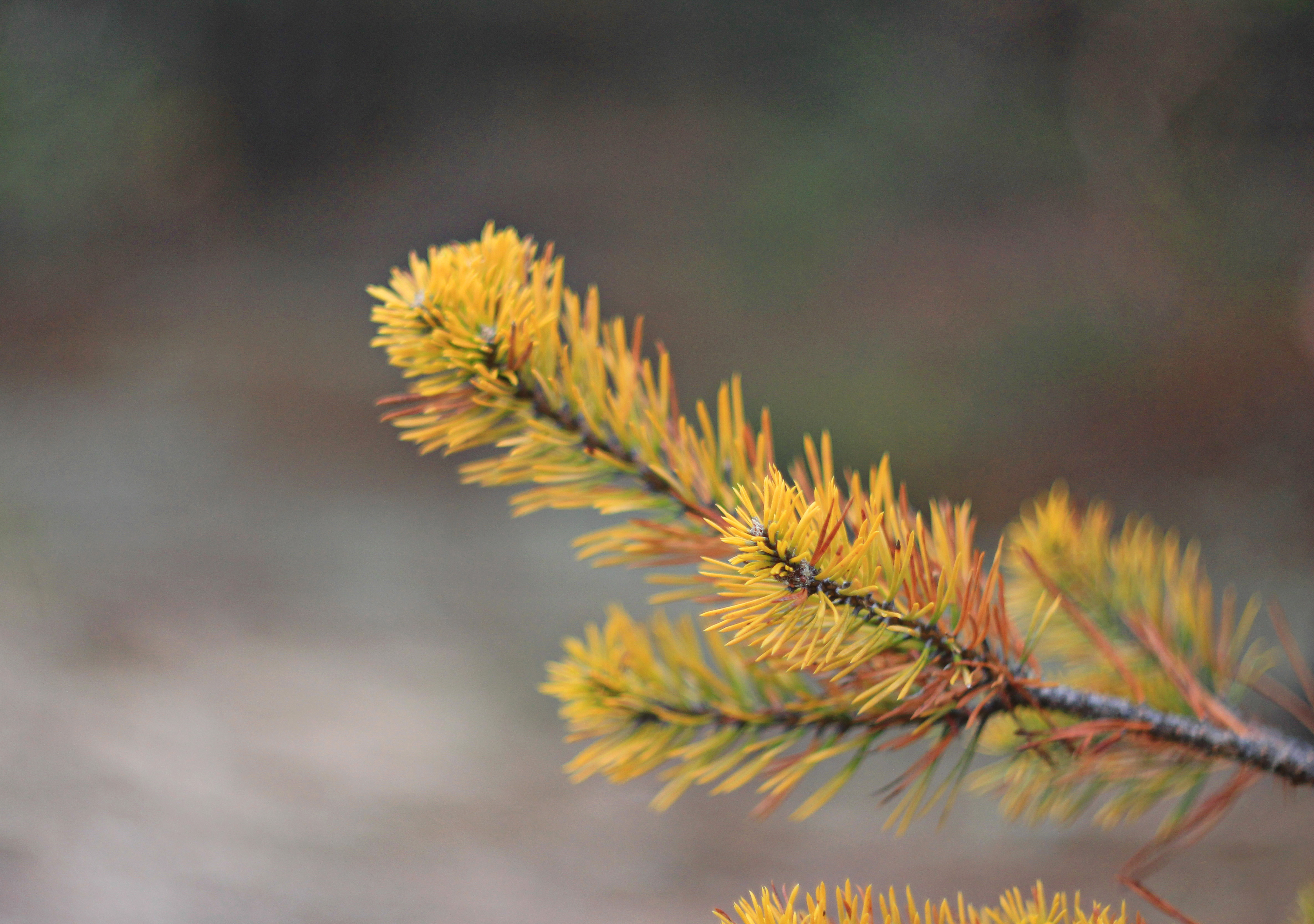
Ёлка
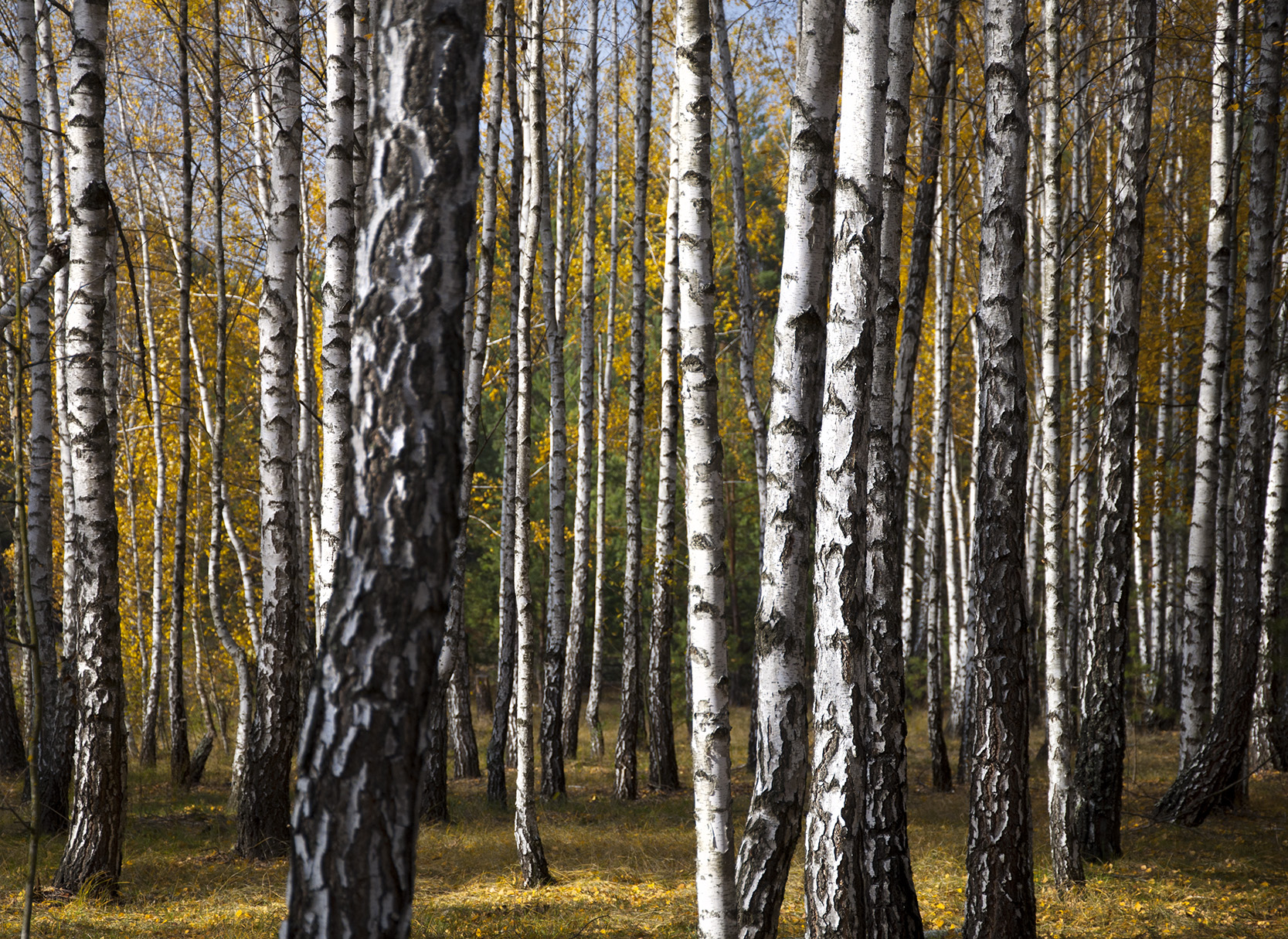
Березовый лес
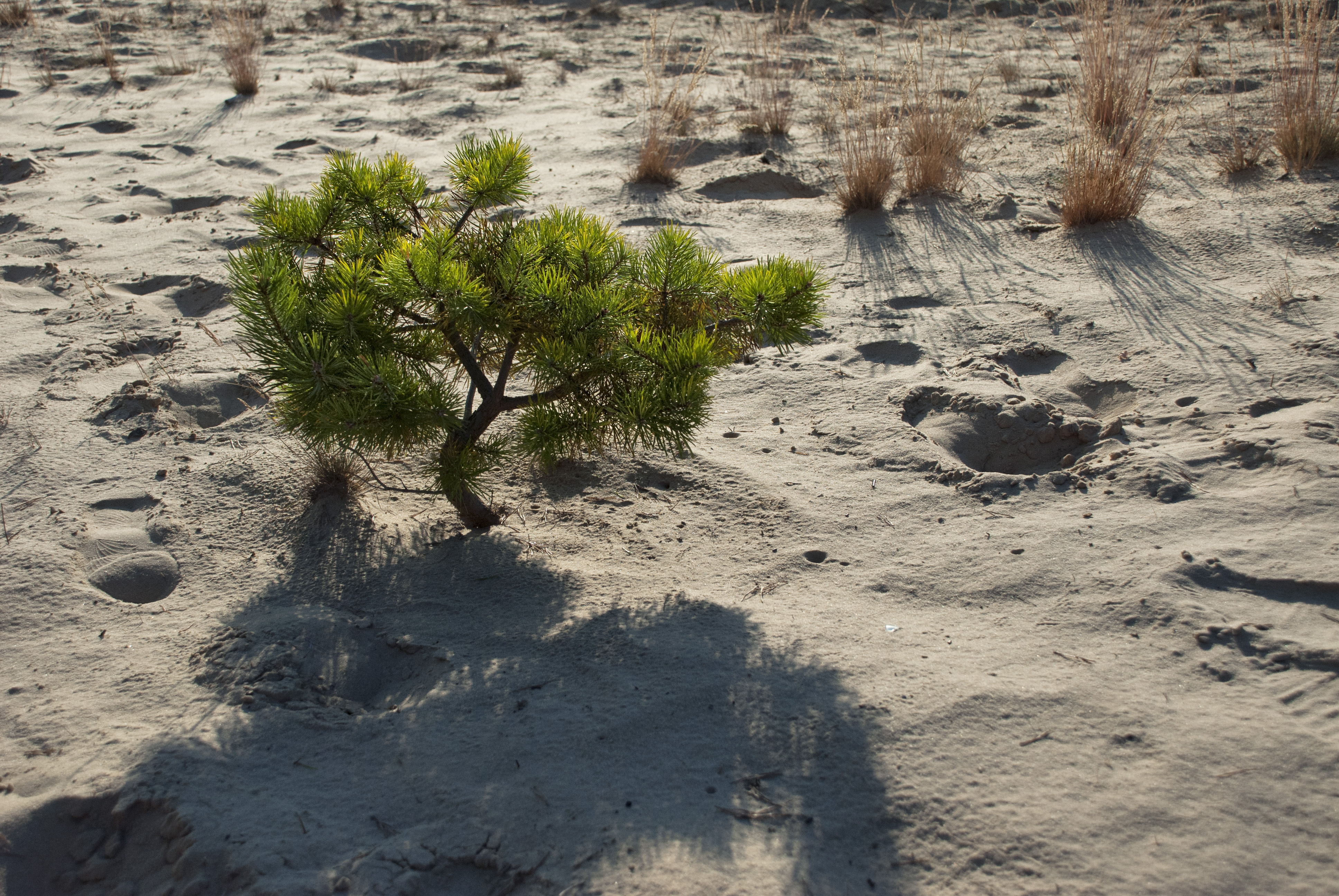
Песчаные дюны
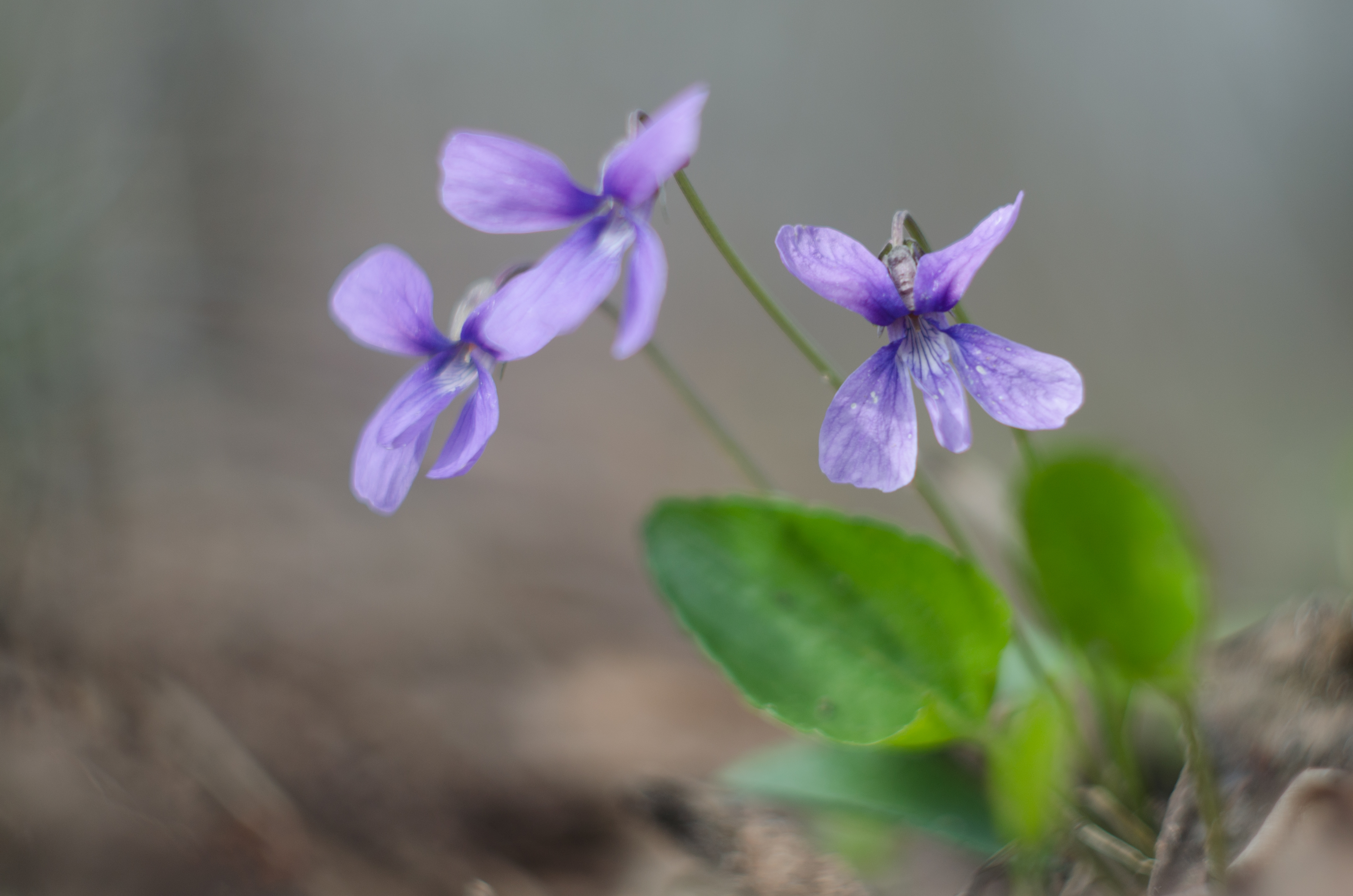
Фиалка

Здесь произрастают такие малораспространённые виды, как скорзонера низкая и василёк сумской, а также редкий вид — дифазиаструм сплюснутый, занесённый в Красную книгу Украины. На более освещённых и открытых участках этих лесов выявлены сон чернеющий (Красная книга Украины) и сон луговой (охраняется Бернской конвенцией).
Значительное распространение на территории парка имеют сосновые леса чернично-зелёномоховые и черничные. Они характеризуются хорошо развитым ярусом сосны с примесью берёзы и одиночно дуба; подлесок образует крушина ломкая, реже лещина и рябина. Проективное покрытие травостоя здесь составляет 60 %, доминирует черника, а флористическое ядро образуют такие бореальные виды, как брусника, костяника, ежевика, орляк и молиния голубая. В массивах этих сосновых лесов отмечены фрагменты сообществ плауна годичного, занесённого в Красную книгу Украины.
Сосновых лесов лишайниковых в пределах парка практически нет. Их отдельные фрагменты отмечены в массивах сосновых лесов зелёномоховых, но преимущественно они расположены на островах, которые отделены от боровой террасы Днепра Киевским водохранилищем.
На междуречье в северной части парка, на участках с более богатыми грунтами, на довольно значительной площади располагаются сосновые леса с дубом в качестве подлеска. Это высокопродуктивные сосновые насаждения с ландышем в травяном ярусе.
Сравнительно меньше по площади занимают дубово-сосновые леса (с дубом во втором ярусе) орляково-куничниковые с куничником тростевидным и хорошо развитым покровом из зелёных мхов. Это леса флористически богатые. Основу флористического ядра в них создают бореальные виды. Среди неморальных видов есть малораспространённые и редкие: лилия лесная, медунка узколистая, шавлия луговая.
Флористически богатые смешанные леса хотя и не занимают значительных площадей, но в целом являются характерными для данной территории.
Разнообразие лесной растительности дополняют небольшие участки дубовых лесов, сохранившихся в Сорокошицком лесничестве и произрастающих полосами на склонах по долине небольшой реки Сухая Миша. Это сообщество дубовых лесов лещиново-ландышевых, которые характерны для Украинского Полесья, на территории парка являются редкими, а на Украине в целом охраняются и занесены в Зелёную книгу Украины.

### Луговая растительность
Основные площади луговой растительности сосредоточены в заплаве Десны. Днепровские луга почти полностью залиты Киевским водохранилищем.
Главную роль в растительном покрове лугов данной территории играют настоящие луга. Они лучше всего сохранены в пойме Десны, где этот тип лугов является довольно разнообразным по ценотическому составу: здесь распространены сообщества овсянницы луговой, тонконога лугового, стоколоса безостого, пырея ползучего, полевицы огромной, китника лугового, а на повышенных элементах рельефа — куничника наземного.
В комплексе с настоящими лугами довольно распространёнными здесь являются болотистые луга, представленные сообществами осоки острой, бекмании обыкновенной.
Торфянистые луга встречаются лишь фрагментарно в комплексе с болотистыми и представлены сообществами щучника дернистого.
Деснянские луга по сравнению с днепровскими в целом менее обводнены и характеризуются богатым флористическим составом. Кроме типичных луговых и луго-болотных видов деснянских лугов, здесь выявлены места произрастания кукушника болотного, занесённого в Красную книгу Украины. Распространены ирисы сибирские. Найден в этих местах реликтовый папоротник — ужовник обыкновенный.

### Болотная растительность
Для территории парка характерным является преобладание низинных (эвтрофных) болот — лесных и травяных.
Лесные болота распространены спорадически и представлены черноольшанниками, размещенными на притеррасных участках или небольшими полосами около низинных болот в центральной части парка. Преобладают черноольшанники крапивные, характеризующиеся хорошо развитым древесным ярусом и однообразной травяной растительностью. В ярусе подлеска состав пород довольно разнообразен. Здесь произрастают малина (Rubus idaeus L.), ежевика (Rubus caesius L.), черная бузина (Sambucus nigra), лещина обыкновенная (Corylus avellana).
Характерными для этой территории являются открытые осоковые болота, которые раньше были распространены на болотном массиве Выдра. Сейчас этот массив практически осушен и трансформирован, сохранились участки только в северной его части. Именно в этих ценозах была выявлена берёза низкая (Betula humіlіs Schrank) — ледниковый реликт, редкий вид, занесённый в Красную книгу Украины. Самые большие площади осоковых болот представлены на Бондаревском болоте, занимающем широкое старое русло, направленное к реке Десна. Здесь преобладают обводненные осоковые сообщества с осокой высокой (Carex elata All.), отмечены сообщества осоки носиковой (Carex rostrata Stokes), острой (Carex acuta L.) и реже — двутычинковой (Carex diandra Schrank).
Распространёнными на болотных массивах являются и кустарниковые болота с преобладанием разных видов ивы.
Болотные и луго-болотные экосистемы парка сохраняют целый ряд видов орхидных: пальчатокоренник мясокрасный (Dactylorhiza incarnata (L.)), пальчатокоренник майский (Dactylorhiza majalis (Reichenb.)), любка двулистая (Platanthera bіfolіa (L.) Rіch.), кукушкины слёзы яйцевидные (Lіstera ovata (L.) R.Br.).
Мезотрофные болота в пределах парка отмечены на террасе Десны и в междуречье Днепра и Десны — это т. н. болота-блюдца. Одно из болот такого типа образовалось в озерной ложбине у озера Святое: здесь присутствуют сообщества разной степени развития — от тех, которые только вступают в стадию переходного болота, до тех, которые почти достигли верховой (олиготрофной) стадии с доминированием в травяном ярусе пушицы влагалищной (Eriophorum vaginatum L.). На мезотрофных болотах парка преобладают сообщества осоки волосистоплодной (Carex lasiocarpa Ehrh.) и осоки носиковой (Carex rostrata Stokes), а также вейника седеющего (Calamagrostis canescens (Weber) Roth), тростника обыкновенного (Phragmites australis (Cav.) Trin. ex Steud.) на сфагновом покрове.
Растительный комплекс Зозулиного болота имеет комплексный характер: возвышения занимают олиготрофные ценозы, а снижения между ними имеют характер мочажин, в которых размещаются сообщества шейхцерии болотной (Scheuchzeria palustris L.) в содоминировании Carex limosa L. На сфагновых болотах произрастает ряд видов, характерных только для этих экотопов — росянка промежуточная (Drosera intermedia Hayne), андромеда многолистная (Andromeda polifolia L.), клюква болотная (Oxycoccus palustris (Vaccinium oxycoccus L.)) и т. д.

### Водная и прибрежно-водная растительность
Эта растительность характерна для парка. Основные площади она занимает в пойме Десны, где сосредоточена в многочисленных старорусловых водоемах и в русле реки. Значительно меньше по площади и характеризуется другим ценотическим составом водная и прибрежно-водная растительность вдоль Киевского водохранилища. Дополняют разнообразие этого типа небольшие водоёмы в междуречье Днепра и Десны.
Наибольший процент площади занимают сообщества кувшинок желтых (Nuphareta luteae), одиночно — снежно-белых (Nymphaea candida J.et C. Presl), а также ценозы белых (Nymphaea alba L.), которые в некоторых старицах являются преобладающими. В Белом Коропском пруду в составе нимфейных сообществ выявлена сальвиния плавающая (Salvinia natas (L.) All.), занесённая в Красную книгу Украины.
Днепровская пойма имеет ряд особенностей. По краю водохранилища встречаются сообщества рдестников. Сообщества образует рдест блестящий (Potamogeton lucens L.), гребенчатый (Potamogeton pectinatus L.) и Берхтольда (Potamogeton bercholdii Fieber). Встречаются сообщества элодеи канадской (Elodea canadensis Michx). Нимфейные встречаются отдельными пятнами. Характерными вдоль водохранилища являются сообщества водяного ореха плавающего (чилим) (Trapa natans L.).

## Животный мир
Благодаря особенностям географического расположения и наличия разных типов биотопов территория РЛП «Межреченский» отличается богатой и разнообразной фауной, в составе которой широко представлены бореальные и неморальные элементы, а также синантропные виды.

### Лесной комплекс
На территории РЛП представлен в пойменных дубравах и ольшаниках, сосновых лесах на террасе и кустарниковых зарослях на опушках.
Млекопитающие представлены почти всеми отрядами наземных, обитающих на Украине. Из парнокопытных наиболее обычными на данной территории являются дикий кабан, косуля, лось, олень. В южной части парка отмечена лань. Из хищных животных здесь встречаются ласка, лесная куница, обыкновенная лисица, а также занесённые в Красную книгу Украины горностай и рысь. Мелкие млекопитающие представлены обыкновенным ежом, обыкновенной бурозубкой, серым зайцем, тремя видами сонь (лесной, орешниковой и полчком), обыкновенной белкой, мышами лесной и желтогорлой, а также рыжей полёвкой. С лесной растительностью связан и ряд видов рукокрылых: рыжая вечерница, нетопырь лесной, нетопырь-карлик и другие.

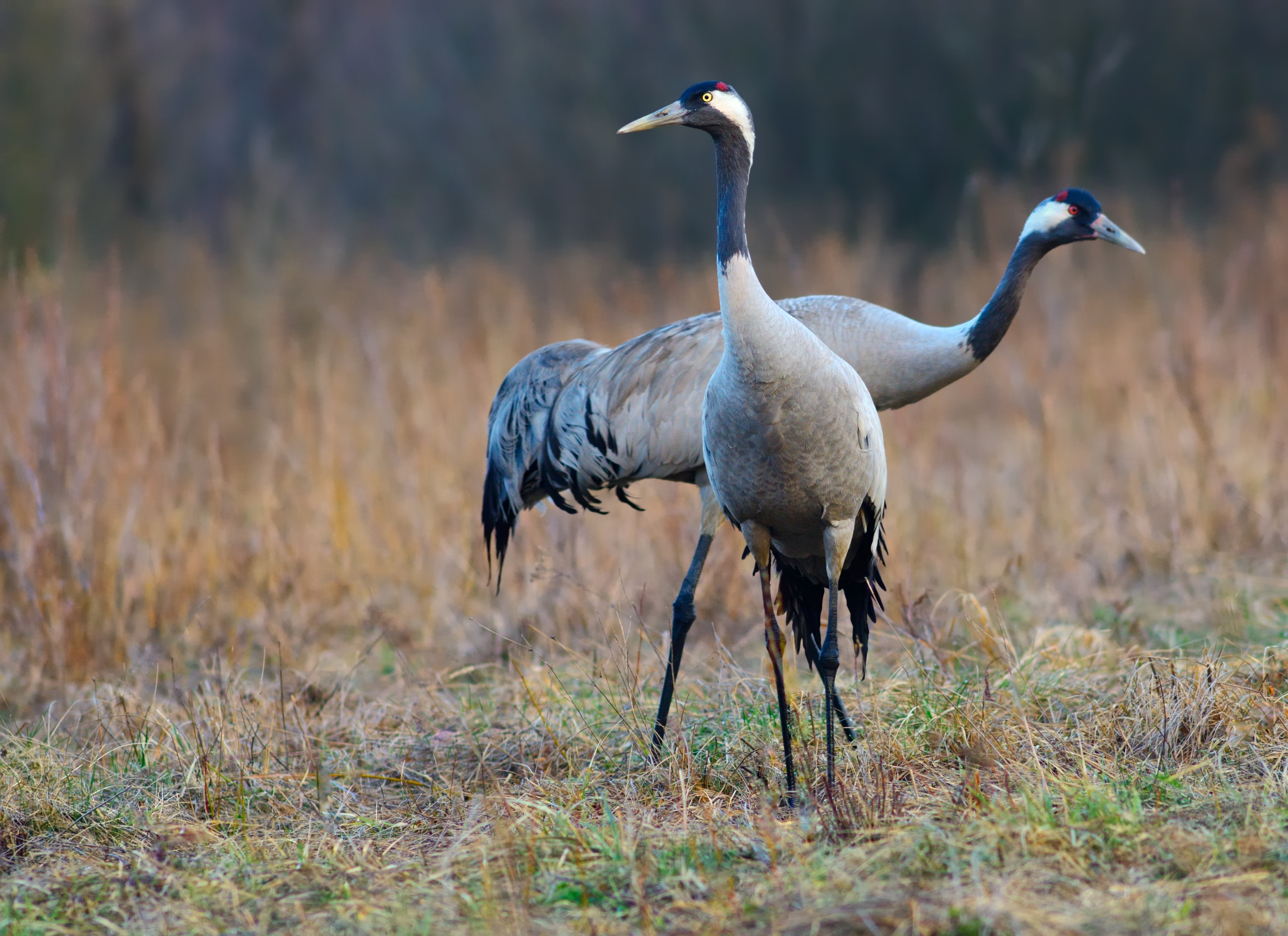
Журавель серый
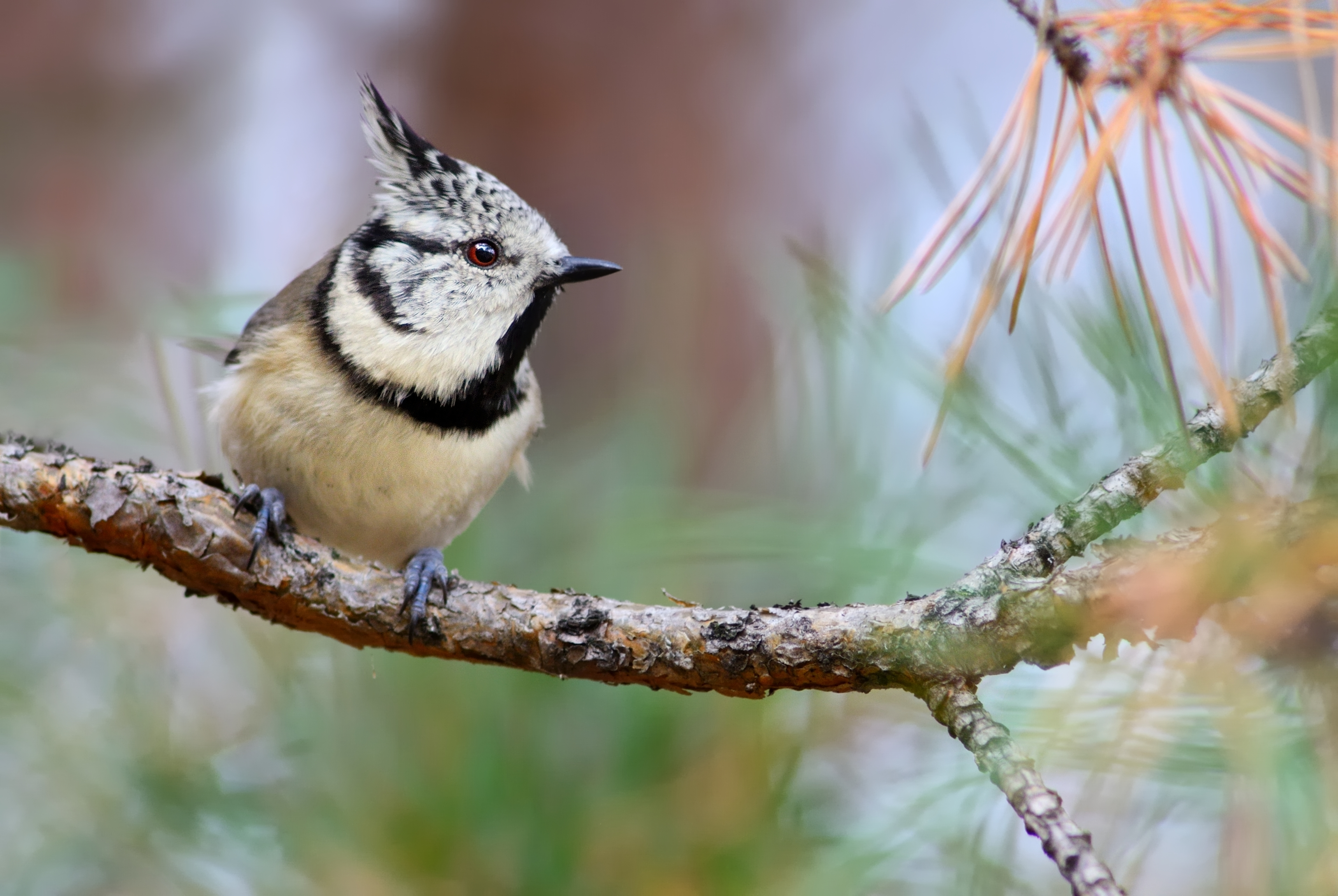
Синица чубатая
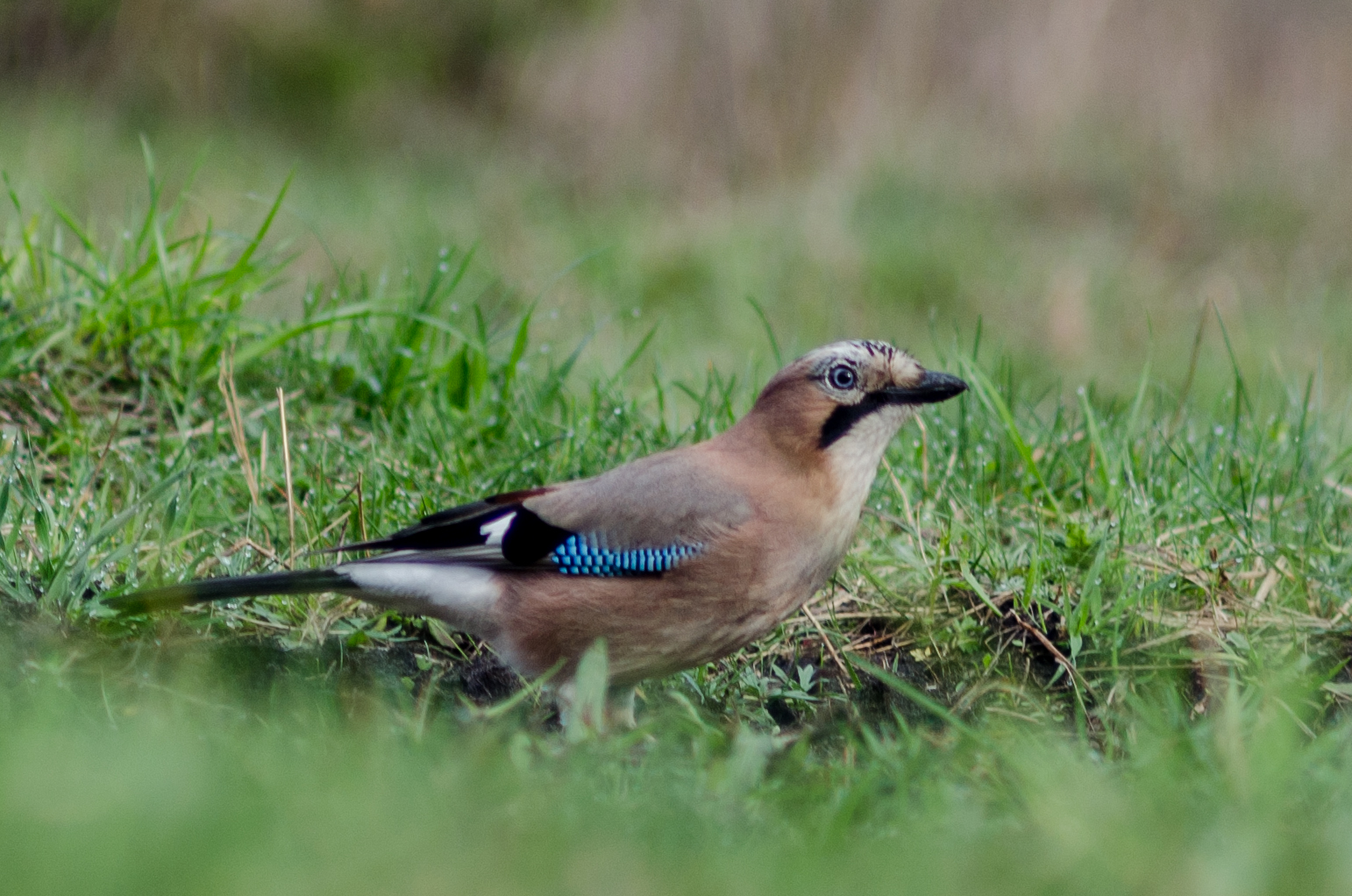
Сойка
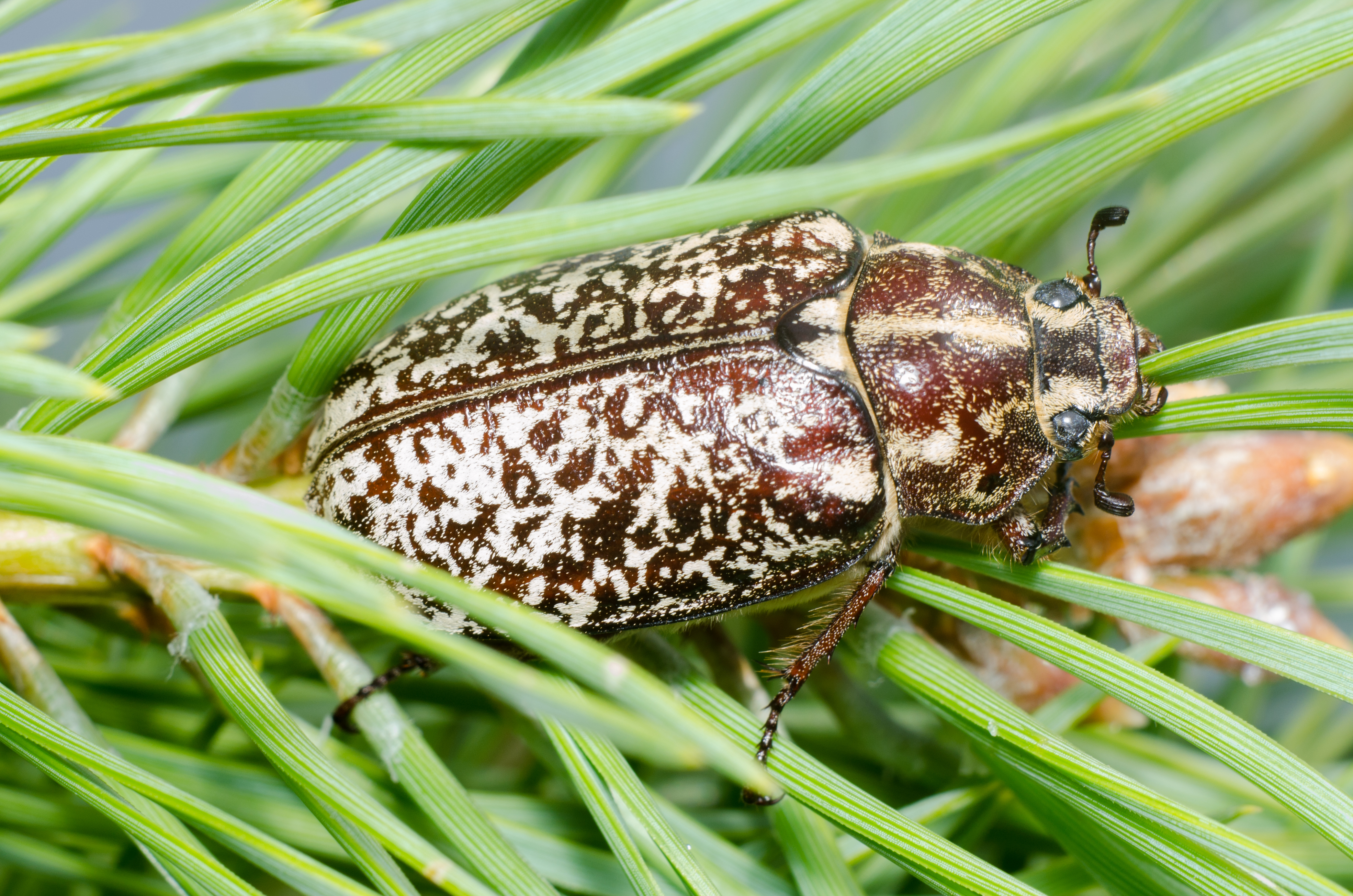
Хрущ мраморный
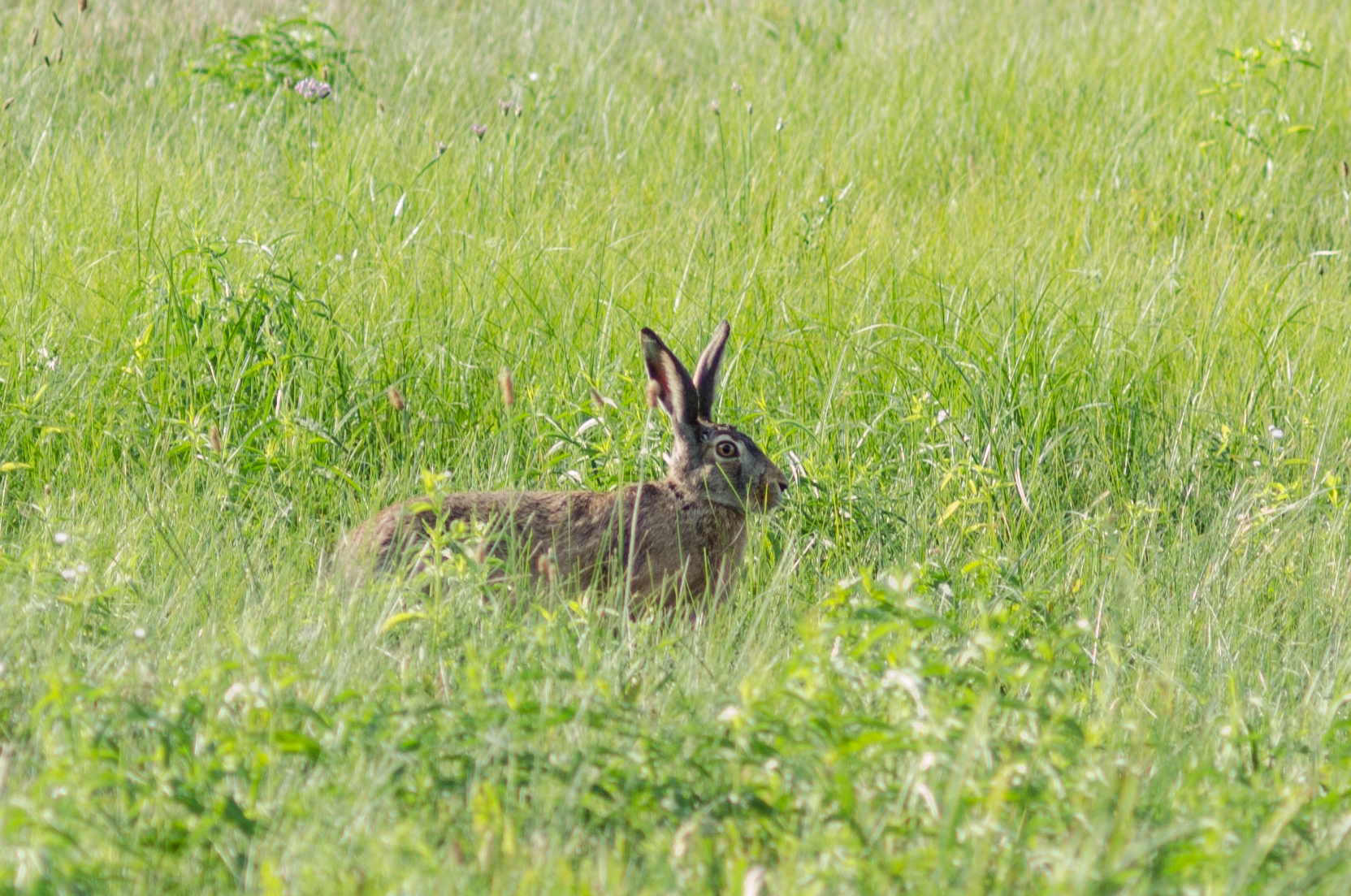
Заяц

Из птиц в лесах Межреченского РЛП многочисленным и богатым является население дендрофилов: фоновые виды здесь зяблик, пеночка-теньковка, чёрный дрозд. В меньшем числе попадаются обыкновенная кукушка, большая синица, иволга, зарянка, певчий дрозд, а также такие дуплогнёздники, как пёстрая мухоловка и большой пёстрый дятел. Изредка встречается желна, обыкновенная горлица, вяхирь, ястреб-тетеревятник, обыкновенный канюк, серая неясыть, вальдшнеп, пеночка-весничка, обыкновенная зеленушка, сойка и ворон.
Для кустарниковых зарослей на опушках и полянах обычными являются такие виды, как соловей, серая и черноголовая славки, лесной конёк и лесная завирушка. Среди редких видов птиц здесь выявлены виды, занесённые в Красную книгу Украины: тетерев, орлан-белохвост, большой и малый подорлики, чёрный аист, мохноногий сыч, воробьиный сычик.
Герпетофауна лесов представлена 7 видами: в смешанных лесах обитают гадюка обыкновенная и ломкая веретеница, в сосновых лесах на открытых сухих холмистых участках селятся медянка и прыткая ящерица, а поблизости лёссовых озёрец либо болот встречаются обыкновенный уж, живородящая ящерица и болотная черепаха.
Из земноводных в лесных массивах отмечена травяная лягушка.

### Водно-болотный комплекс
Этот комплекс видов включает побережье и прилегающую акваторию Киевского водохранилища, остатки когда-то огромного болотного массива «Выдра», сеть мелиоративных каналов, а также старицы, озёра и протоки в поймах Днепра и Десны.
Наибольшее разнообразие видов и максимальная численность позвоночных животных наблюдается на пойменных водоёмах и Десне. К наиболее многочисленным видам рыб относятся щука, плотва, верховодка, окунь, менее обычными являются краснопёрка, линь, густера, лещ, серебряный и золотой караси, карп, судак, чехонь, ёрш и другие. Встречаются здесь и занесённые в Красную книгу Украины пресноводная стерлядь, озёрный гольян, днепровская марена, ёрш-носарь.
Второй по численности группой являются птицы. Орнитофауну этих биотопов составляют преимущественно виды, обитающие в зарослях высших водных растений. Наиболее типичными среди них являются белая и серая цапли, кряква, черная крачка; в меньшем количестве встречаются лысуха, камышница, выпь, чирок-трескунок, белокрылая крачка. В камышовых зарослях гнездятся болотный лунь и некоторые воробьиные птицы — соловьиный сверчок, дроздовидная камышевка. Над водой озёр и Десны охотятся озёрная чайка и речная крачка. На Киевском водохранилище можно увидеть лебедя-шипуна, большого баклана, чайку-хохотунью. В обрывистых берегах делают свои норки-гнезда ласточка-береговушка и зимородок. В поисках пищи берега водоёмов посещают разные виды куликов — чибис, травник, малый зуёк, перевозчик. Иногда на берегу Десны или водохранилища встречается кулик-сорока.
Млекопитающие водно-болотного комплекса представлены полуводными видами, из которых наиболее многочисленным является водяная полёвка. Для заболоченных ольшаников характерной является обыкновенная кутора. В старицах, небольших протоках или мелиоративных каналах могут селиться ондатра и бобр, изредка — речная выдра. По берегам пойменных водоёмов охотятся американская норка и енотовидная собака. Над водой ловят ночных насекомых летучие мыши — рыжая вечерница, водяная, усатая и прудовая ночницы.
Пресмыкающиеся упомянутых биотопов представлены только обыкновенным ужом и черепахой болотной, которые встречаются в старицах.
Фауна земноводных более многочисленна. Здесь встречаются тритоны гребенчатый и обыкновенный, а также озерная, прудовая и съедобная лягушки. В период размножения состав земноводных пополняется чесночницей, жерлянкой, квакшей, остромордой лягушкой, серой и зелёной жабами.
Болота значительно беднее по своему фаунистическому составу по сравнению с водоёмами с открытыми участками. В количественном отношении здесь доминируют млекопитающие. Наиболее характерными среди них являются лось, кабан, енотовидная собака, американская норка, ондатра и водяная полевка. На мелиоративных каналах селится речной бобр.
Птицы этого биотопа представлены черноголовой гаичкой, камышовой овсянкой, а на глухих участках лесных болот гнездятся краснокнижные виды — серый журавль, черный аист, тетерев, болотная сова.
Пресмыкающиеся этого биотопа представлены обыкновенным ужом и живородящей ящерицей, а земноводные — зелёной и травяной лягушками.
К обитателям лугов РЛП «Межреченский» относятся жёлтая трясогузка, луговой чекан, полевой жаворонок и перепел. Иногда встречается коростель. В древесно-кустарниковых зарослях селятся славки (серая, садовая и черноголовая), большая синица, обыкновенная овсянка, зяблик, обыкновенная зеленушка, черноголовый щегол, коноплянка, соловей, варакушка, удод, сорока, серая ворона. В поисках пищи эти места посещают белый аист, жулан, золотистая щурка, болотный лунь, обыкновенный канюк, сельская ласточка, а также черный коршун, полевой, луговой и степной луни. Из млекопитающих типичными обитателями этих мест являются европейский крот и заяц-русак, охотится на которых сюда забегает лиса. Изредка попадается обыкновенная бурозубка.
Пресмыкающиеся этого биотопа представлены прыткой ящерицей.
По составу фауны болотистые луга похожи с болотами, но здесь меньше гидрофильных видов.

### Синантропный комплекс
Не отличается большим видовым разнообразием. Большинство животных, которые к нему относятся, тесно связаны с жизнедеятельностью человека, а некоторые из них в природных биотопах вообще почти не встречаются. Из млекопитающих наиболее типичными синантропами являются домовая мышь и серая крыса. В окрестностях населённых пунктов также встречаются хорек и каменная куница. Среди синантропных видов птиц наиболее многочисленны домовый и полевой воробьи, сельская ласточка, обыкновенный скворец, сизый голубь, кольчатая горлица. В небольшом количестве здесь встречаются белый аист, белая трясогузка, серая ворона, горихвостка-чернушка. Из земноводных на огородах местных жителей отмечена чесночница.